# Iacob Coțoveanu
Iacob Coțoveanu (* 8. Oktober 1915 in Roman (Rumänien); † 2001 in Bukarest) war ein rumänischer Diplomat.

## Werdegang
1934 wurde er Mitglied des Uniunea Tineretului Comunist din România (UTCdR Jugendorganisation der Rumänischen KP) und 1936 Mitglied der Rumänischen Kommunistischen Partei.
Von 1937 bis 1941 war er Angestellter der Internationalen Roten Hilfe.
Ab 1945 war er Sekretär beim Dachverband der Rumänischen Gewerkschaften.
Von 1952 bis 1955 war er Botschafter in Peking.
Von 1955 bis 1956 war er Botschafter in Hanoi.
1958 wurde er aus der Partei ausgeschlossen und arbeitete von 1958 bis 1964 als Lokomotivinspektor im Căile-Ferate-Române-Depot  Bukarest-Calatori.
1964 wurde er wieder in die Partei aufgenommen und sein Eintritt auf 1945 datiert.
| Vorgänger                                         | Amt                                             | Nachfolger |
| ------------------------------------------------- | ----------------------------------------------- | --- |
| Teodor Rudenco                                    | Rumänischer Botschafter in Peking 1952 bis 1955 | Nicolae Cioroiu |
| Februar 1950: Aufnahme diplomatischer Beziehungen | Rumänischer Botschafter in Hanoi 1955 bis 1956  | 27. Mai 1959–1961 Barbu Zaharescu (Bercu Zuckerman 1906–2000) 1961–1964: Vasile Pogaceanu 14. November 1964 Ion Moanga 25. November 1967 Constantin Babeanu Oktober 1978 Ion Medrea 12. September 1983 Constantin Potinga 1995 Valeriu Arteni |